# Bertoua
Bertoua je grad u Kamerunu, sjedište regije Est i departmana Lom-et-Djérem. Nalazi se na istoku zemlje, 175 km zapadno od granice sa Srednjoafričkom Republikom i 350 km istočno od Yaoundéa.

## Povijest
Grad su oko 1927. osnovali lovci iz plemena Mbaya iz Srednjoafričke Republike. U kolonijalno vrijeme (do neovisnosti 1960.) naselje se urbaniziralo ponajviše zahvaljujući svojoj ulozi tranzitne točke za trgovinu sa susjednim zemljama. Prije Prvog svjetskog rata ovo su područje pod svojom upravom imali Nijemci, da bi nakon rata ono pripalo Francuzima. Značajna je bila trgovina zlatom.
Nakon neovisnosti pa sve do kraja 1980-ih, Bertoua i općenito istok Kameruna bili su pod snažnom državnom kontrolom, koja je mnogo pridonijela razvoju područja, no zadnjih je godina nastupilo razdoblje ekonomske stagnacije te je danas regija Est jedna od najsiromašnijih u državi.

## Zemljopis
Bertoua leži na visoravni u najšumovitijem dijelu Kameruna. Površina joj je procijenjena na 100 km². Klima je tropska s četiri razdoblja: sušna sezona od prosinca do ožujka, kraće kišno razdoblje od ožujka do svibnja, sušno razdoblje od svibnja do rujna te duže kišno razdoblje od rujna do studenog. Temperatura je visoka cijele godine, prosječno između 23° i 25°. Godišnje padne između 1500 i 2000 mm kiše.

## Stanovništvo
Porast stanovništva događa se zbog imigracije ljudi iz ruralnih dijelova regije te iz susjednih zemalja: Čada, Srednjoafričke Republike, Republike Kongo i Nigerije. Radna snaga sastoji se većinom od mlađih ljudi.
Godine 2005., Bertoua je imala 88.462 stanovnika.

## Gospodarstvo i promet
Od kraja 1980-ih područje bilježi gospodarski pad. Glavna je djelatnost transport. Vrlo niski prihodi stanovništva doprinose slabijem obrazovanju i zdravstvenoj zaštiti. Ipak, krajem 20. stoljeća izgrađene su tvornice za preradu manioke i kikirikija.
Bertoua ima željezničku vezu s obližnjim Bélaboom. Cesta koja je povezuje s Yaoundéom jedna je od najznačajnijih u zemlji. Godine 1976. sagrađena je zračna luka (IATA: BTA).

## Poljski misionari
U gradu postoji misija poljskih dominikanaca i sestara dominikanki (Misja Kamerun), pri kojoj se nalazi dječji vrtić.

## Vanjske poveznice
- Misja Kamerun  Arhivirana inačica izvorne stranice od 2. studenoga 2010. (Wayback Machine) (polj.)

### Ostali projekti
|  | Zajednički poslužitelj ima još gradiva o temi Bertoua |